# Marciano (emperador)
Flavio Marciano (en latín, Flavius Marcianus; en griego, Μαρκιανός, translit. Markianós; c. 392-27 de enero de 457) fue emperador romano de Oriente de 450 a 457. Se sabe muy poco de su vida antes de convertirse en emperador, aparte de que fue un domesticus que sirvió bajo los comandantes Ardaburio y su hijo Aspar durante quince años. Tras la muerte del emperador Teodosio II el 28 de julio de 450, Aspar, que ejercía una gran influencia debido a su poder militar, propuso a Marciano como candidato al trono. Tras un mes de negociaciones, Pulqueria, hermana de Teodosio, aceptó casarse con Marciano para que pudiera acceder a la corona imperial legítimamente. Fue elegido e investido el 25 de agosto de 450.
Anuló muchas de las medidas de Teodosio II en la relación del Imperio romano de Oriente con los hunos liderados por Atila y en diversos asuntos religiosos. Revocó casi de inmediato todos los tratados con Atila, poniendo fin a todos los pagos de tributos del imperio al caudillo huno. En 452, mientras Atila invadía Italia, por entonces parte del Imperio romano de Occidente, Marciano organizó varias expediciones a la Gran llanura húngara a través del Danubio, derrotando a los hunos en su propio territorio; esta acción, acompañada de la hambruna y la peste que se desencadenó en el norte de Italia, permitió al Imperio romano de Occidente obligar a Atila a retirarse de la península itálica.
Tras la muerte de Atila en 453, aprovechó la fragmentación que se produjo en la confederación huna para asentar tribus germánicas en tierras romanas como foederati («federados» que proporcionan contingentes de soldados o ayuda militar a cambio de ciertos beneficios). Convocó el Concilio de Calcedonia, que declaró que Jesús tenía dos «naturalezas»: la divina y la humana, lo que condujo a la alienación de la población de las provincias orientales de Siria y Egipto, ya que muchos de ellos eran miafisistas que rechazaban la nueva cristología oficial.
Murió el 27 de enero de 457, dejando al Imperio romano de Oriente un excedente de tesorería de siete millones de sólidos, un gran logro teniendo en cuenta la ruina económica infligida al Imperio por los pagos de tributos de Teodosio a los hunos. Tras su muerte, Aspar ignoró al yerno de Marciano, Antemio, e hizo que un comandante militar, León I, fuera elegido emperador.

## Primeros años
Nació c. 392, en Tracia o en Iliria. El historiador de la Antigüedad Juan Malalas lo describe como un hombre alto y con algún tipo de impedimento en los pies. Se sabe poco de sus primeros años de vida. Su padre sirvió en el ejército y de joven Marciano se alistó en Filipópolis (Tracia). En tiempos de la Guerra romano-sasánida de 421-422 probablemente había alcanzado el rango militar de tribuno. En la guerra no entró en acción, ya que enfermó en Licia, donde fue atendido por Tatiano y el hermano de Tatiano, Julio. Posteriormente sirvió como domesticus (asistente personal) de Ardaburio y su hijo Aspar, magister militum (comandante en jefe) del Imperio romano de Oriente. A pesar de ser medio alano y medio godo, Aspar ejercía una gran influencia en el imperio. A principios de la década de 430, estando al servicio de Aspar en la provincia de África, fue capturado por los vándalos. Evagrio Escolástico, Procopio de Cesarea y autores posteriores relatan una historia probablemente falsa en la que Marciano, mientras estaba en cautiverio, conoció al rey vándalo Genserico, quien predijo que acabaría convirtiéndose en emperador. Después de su captura, Marciano no se vuelve a mencionar en fuentes de la Antigüedad hasta la muerte del emperador de Oriente, Teodosio II.

## Contexto histórico

### Reinado de Teodosio II
El Imperio romano de Oriente sufrió numerosas amenazas externas durante el reinado de Teodosio II. En 429 los vándalos, liderados por Genserico, emprendieron la conquista de la África romana; Teodosio organizó inmediatamente una respuesta, enviando a Aspar y a otros tres comandantes para intentar repelerlos en el verano de 431. Al norte los hunos, que habitualmente venían atacando el imperio cuando sus ejércitos estaban comprometidos en alguna campaña, retirándose cuando regresaban sus fuerzas, enviaron embajadores ante el emperador en 431, exigiendo el pago de tributo; Teodosio accedió a su demanda de pagar 160 kg de oro cada año. En el año 434 los ejércitos romanos orientales todavía luchaban contra los vándalos en África, donde habían sufrido derrotas iniciales y la retirada de muchos de los soldados romanos occidentales. Ante la debilidad del imperio oriental, los hunos doblaron su demanda, exigiendo 320 kg de oro por año, lo que Teodosio aceptó. La amenaza que los hunos representaban para su debilitado imperio hizo que Teodosio retirara muchas de sus fuerzas de África. Con un gran número de los ejércitos romanos orientales de vuelta a su país y con Atila, que acababa de hacerse con el poder en la Confederación huna, ocupado en su campaña hacia el norte, Teodosio se negó a pagar el tributo y continuó negándose a hacerlo hasta el año 439.
El 19 de octubre de 439 los vándalos derrotaron a los debilitados ejércitos romanos orientales y capturaron la gran ciudad de Cartago. Tanto el Imperio romano de Occidente como el de Oriente comenzaron a preparar una gran contraofensiva, dejando sin protección a las provincias balcánicas. En la primavera de 440, 1100 barcos zarparon de Constantinopla con destino a África; el envío de tantas fuerzas romanas orientales fue una gran apuesta por parte de Teodosio, quien consideraba que las ciudades fortificadas a lo largo del Danubio podrían retrasar a los hunos lo suficiente para que la fuerza de invasión se afianzara en África, permitiendo que las tropas se retiraran a la frontera norte. Esta estrategia funcionó hasta el año 442, cuando el obispo de Margus (hoy Požarevac, Serbia) lideró un grupo de asalto en el territorio de los hunos y profanó sus tumbas reales, por lo que Atila exigió que le entregaran al obispo. Temiendo por su vida, el obispo llegó a un acuerdo con Atila, entregándole la ciudad de Margus a cambio de su perdón. Con el control de esta ciudad, el líder huno consiguió hacerse con un punto de acceso a través del Danubio, que aprovechó para capturar y destruir las ciudades de Viminacium, Singidunum y Sirmio. Teodosio hizo regresar a Aspar a Constantinopla y lanzó un contraataque pero, tras la derrota de sus fuerzas, se comprometió a pagar un tributo anual a los hunos, lo que hizo hasta su muerte en el año 450.

### Ascenso al trono
Tras la inesperada muerte de Teodosio II en un accidente de equitación el 28 de julio de 450, el Imperio romano de Oriente se enfrentó a su primera crisis de sucesión en 60 años, ya que Teodosio no tenía hijos ni había designado un sucesor. Algunas fuentes posteriores afirman que le cedió el trono a Marciano en su lecho de muerte, pero se cree que en realidad solo es un acto de propaganda creada por sus partidarios después de su elección. Marciano había servido con fidelidad a Aspar y a su padre Ardaburio durante quince años, por lo que Aspar colaboró para que Marciano fuera elegido y negoció con otras figuras poderosas para convertirlo en emperador, a pesar de ser relativamente poco conocido. Hubo un interregno de un mes durante el cual tuvieron lugar las negociaciones para la sucesión, una de las cuales fue con Pulqueria, la hermana de Teodosio II, que aceptó casarse con Marciano; se cree que aceptó casarse con Marciano con la condición de que abandonara la política religiosa de Teodosio II y convocara un concilio. Este matrimonio ayudó a legitimar el gobierno de Marciano, ya que la familia de Pulqueria, de la dinastía teodosiana, tenía lazos directos con el trono. Durante los tres años que duró el matrimonio, Pulqueria mantuvo el voto de virginidad que había hecho en 413, a los 14 años de edad.
El profesor e historiador británico Doug Lee considera que también se necesitaban negociaciones entre Aspar y Flavio Zenón, general y político de origen isaurio que se encontraba en una posición similar de poder militar; tras el ascenso de Marciano en 450, a Zenón se le concedió el prestigioso rango de patricio, lo que sugiere un acuerdo por el cual Zenón fue recompensado por apoyar a Marciano en lugar de reclamar el trono para sí mismo. El hijo de Aspar, Ardabur, fue ascendido a comandante del ejército de la Prefectura del pretorio de Oriente como nuevo magister militum per Orientem poco después de la ascensión de Marciano.
Fue elegido el 25 de agosto de 450, coronado por la propia Pulqueria como emperador, un hecho excepcional que simbolizaba que el poder imperial estaba compartido y que probablemente reforzaría todavía más la legitimidad de Marciano. Al ser coronado tomó el nombre regnal de Imperator Caesar Flavius Marcianus Augustus. Su nombramiento dio lugar a grandes cambios en la política del Imperio romano de Oriente. El eunuco Crisafio, spatharios (guardia de las cámaras imperiales) que había ejercido una gran influencia con Teodosio, fue asesinado o ejecutado; tanto Pulqueria como Zenón se oponían a la influencia de Crisafio, lo que pudo haber motivado la acción del recién nombrado emperador. Marciano adoptó una postura más dura frente a los hunos y un papel más directo en los asuntos eclesiásticos. La bizantinista Constance Head considera a Marciano como «un emperador de mentalidad independiente»; Lee afirma que «puede aparecer como una figura más fuerte que muchos otros titulares de la función imperial del siglo V», pero señala que «Flavio Zenón y Pulqueria habían sido oponentes de Crisafio, por lo que los cambios pueden ser más un reflejo de su influencia».

## Reinado

### Conflicto con los hunos

Mapa de Europa en 451 d. C. que muestra la Confederación huna bajo Atila y el Imperio romano en púrpura

Casi inmediatamente después de convertirse en emperador, Marciano revocó los tratados de Teodosio con Atila y decretó el fin del pago de los tributos; declaró que podría ofrecerle donaciones si el caudillo huno se mostraba amistoso, pero que sería repelido si intentaba asaltar el Imperio romano de Oriente. Por entonces Atila se preparaba para invadir el Imperio romano de Occidente, con la excusa de ayudar al emperador Valentiniano III en su lucha contra los visigodos. Aunque Atila reaccionó con ira a la propuesta de Marciano, exigiendo la continuidad del pago de tributo, no alteró sus planes de invasión y en la primavera de 451 condujo a sus huestes desde Panonia al Imperio Romano de Occidente. Flavio Aecio, comandante supremo del ejército romano occidental como Comes et Magister Utriusque Militiae, organizó la defensa y convocó a visigodos, francos, burgundios, alanos, sajones, armóricos celtas y otros grupos tribales que sumaban unos 60 000 hombres para que le ayudaran. Las fuerzas de Atila estaban compuestas por gépidos, alanos, esciros, hérulos y rugios, junto con algunos francos, burgundios y ostrogodos.
Atila saqueó Metz e intentó un asedio a Orleans, antes de enfrentarse a las fuerzas de Aecio en la batalla de los Campos Cataláunicos, en el noreste de la Galia, que enfrentó a unos 100 000 hombres y provocó grandes pérdidas en ambos bandos; tras la batalla, Atila se retiró a la Gran llanura húngara y Aecio disolvió su coalición de tribus, enviándolas de vuelta a sus propios territorios. En la primavera de 452 Atila volvió a hacer una incursión en Italia, que se encontraba casi totalmente indefensa, probablemente motivado por un deseo de venganza además de por la necesidad de realizar incursiones para estabilizar su estado tribal, que dependía de las incursiones para obtener botines y recursos. Capturó la ciudad de Aquilea después de un largo y difícil asedio y la saqueó, para posteriormente asaltar el norte de Italia, tomando Mediolanum (hoy Milán) y otras ciudades importantes. Se temía que Atila atacara la propia Roma, cuyos muros eran más débiles que los de algunas ciudades que ya había capturado; durante este período, aparte de cortar sus líneas de comunicación y acosar a sus fuerzas de retaguardia, Aecio no lanzó un ataque directo a las tropas hunas.
A pesar del botín obtenido al capturar Aquilea, Milán y otras ciudades, Atila pronto se vio en una situación precaria, debido a las acciones emprendidas tanto por la Roma oriental como por la occidental. En Italia sufría una grave carencia de fondos, ya que no había recibido los tributos de la Roma oriental ni occidental en los últimos dos años. Las continuas guerras habían agotado sus huestes y su propia patria se veía amenazada por el Imperio oriental que, a pesar de las incursiones punitivas que ordenó, las fuerzas orientales llevaron a cabo una ofensiva contra la Gran llanura húngara a mediados de 452, atacando a través del Danubio y derrotando a los hunos. La región atacada por los romanos orientales estaba habitada por los ostrogodos y los gépidos, dos grupos que se oponían firmemente al dominio huno, además de ser el granero del imperio huno; la pérdida del suministro de alimentos de sus propias tierras, junto con la hambruna que sufría Italia en ese momento y la plaga que la siguió, ejercieron aún más presión sobre Atila, permitiendo al Imperio romano de Occidente obligarlo a retirarse a su tierra natal. Tras su regreso amenazó con invadir el Imperio oriental la primavera siguiente y conquistarlo por completo. Marciano y Aspar ignoraron sus amenazas al considerar, basándose en los tratados rotos anteriormente por Atila, que no podía ser disuadido permanentemente ni siquiera con toneladas de oro, considerando que el oro se gastaría mejor en la formación de ejércitos, no reprimiendo amenazas. Además, las ricas provincias asiáticas y africanas, que estaban protegidas por Constantinopla, eran lo suficientemente seguras como para permitir que el Imperio oriental retomara cualquier provincia europea que pudieran perder. Las amenazas de Atila nunca llegaron a concretarse, ya que el caudillo huno murió inesperadamente en el año 453, bien por hemorragia o asfixia alcohólica, durante la celebración de su matrimonio con una goda llamada Ildico, una de sus muchas esposas; tras su muerte, su confederación tribal se desmoronó rápidamente, comenzando con las rebeliones de los ostrogodos.
Esta fragmentación permitió al Imperio oriental reanudar su política de enfrentar a los bárbaros entre sí, para evitar que una tribu se volviera demasiado poderosa; es casi seguro que el rey gépido Ardarico llegó a un acuerdo con Marciano. Ardarico había formado una coalición de los rugios, esciros, hérulos y sus propios gépidos, que dirigió contra el resto de la confederación huna y, junto con los líderes ostrogodos Teodomiro, Valamiro y Videmiro, derrotó al hijo mayor y sucesor de Atila, Elak, en la decisiva batalla de Nedao en 455, en la que además perdió la vida, lo que supuso que la confederación de los hunos se desmoronara por completo. Tras el colapso del Imperio huno, Marciano aceptó a los ostrogodos, que se habían establecido en Pannonia Prima y Panonia Valeria (nominalmente dos provincias romanas del Imperio occidental) como foederati, lo que marcó la continuidad del abandono tácito del limes Danubio-Iller que había sido previamente administrada por laeti romanos, bárbaros establecidos en tierras romanas a cambio de ayuda militar. Durante algún tiempo antes de Marciano, los laeti habían sido reemplazados por foederati, aunque la distinción entre ambos tipos de alianza se desvanecía cada vez más. Los sucesores de Marciano concederían el estatus de foederati a numerosos pueblos cediéndoles tierras en las provincias europeas recuperadas: los rugios en la Tracia oriental, los esciros en la Mesia Inferior y Escitia, los gépidos en Dacia. Esta red de pueblos subordinados, que en general eran de confianza y manejables, resultaba beneficiosa para el Imperio oriental. Las tribus generalmente mantenían el poder de los demás bajo control sin la intervención romana; también podían ser inducidos a servir al imperio contra sus enemigos por medio de regalos, subsidios y tratados. Después de la muerte de Atila, Marciano disfrutó de un reinado relativamente pacífico, aunque obtuvo la victoria en algunas pequeñas campañas contra las tribus árabes en Siria y contra los blemios en Egipto.

### Política religiosa

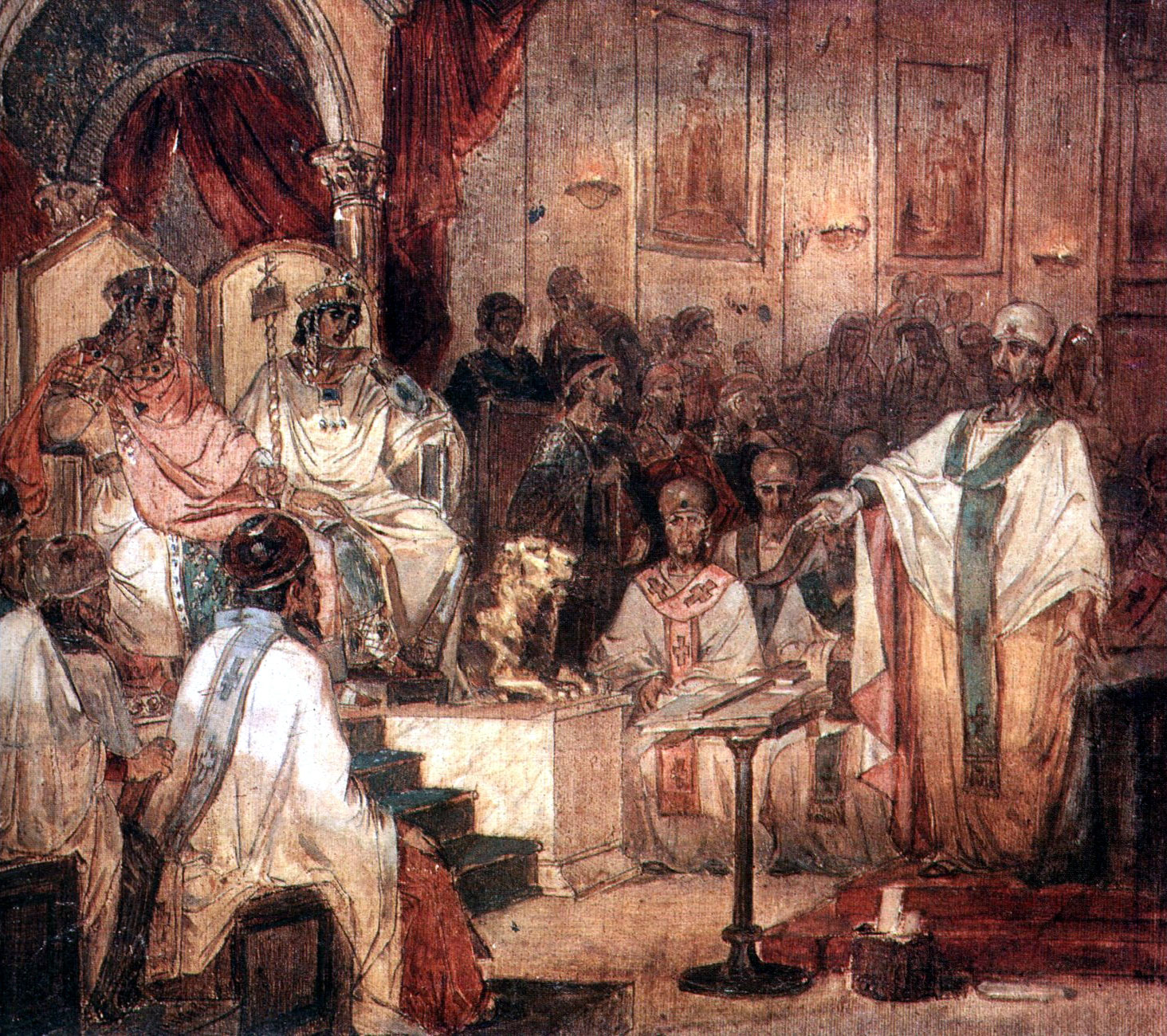
Cuarto concilio ecuménico de Calcedonia (1876), pintura de Vasili Súrikov

En el siglo V uno de los principales temas religiosos fue el debate sobre cómo se relacionaban la naturaleza humana y divina de Cristo tras la controversia arriana. La Escuela de Alejandría, con teólogos como Atanasio, sostenía la no distinción entre Cristo y Dios, centrándose en la divinidad de Cristo, mientras que la Escuela de Antioquía, con teólogos como Teodoro de Mopsuestia, decidió no perder el aspecto humano de Cristo, centrándose en su humanidad.
En 449, poco antes de que Marciano se convirtiera en emperador, se celebró el Segundo concilio de Éfeso, en que se declaró que Jesucristo tenía una sola naturaleza unida, divina y humana, o miaphysis, lo que fue rechazado por el papa y el patriarca de Constantinopla, que consideraban que la creencia en la miaphysis era herética.
Para derogar el Segundo concilio de Éfeso, Marciano convocó un nuevo concilio de la iglesia imperial, que se considera que aprueba cánones universalmente aceptados, en 451. Es probable que Pulqueria influyera en esta decisión o incluso que exigiera la convocatoria de un concilio durante sus negociaciones con Aspar para casarse con Marciano. El concilio debía tener lugar cerca de Constantinopla para que el gobierno pudiera supervisar de cerca los procedimientos. En un principio se iba a celebrar en la ciudad de Nicea, que tenía una enorme importancia religiosa ya que había sido el lugar donde se había celebrado su primer concilio ecuménico en 325, pero Marciano solicitó y consiguió su traslado a la ciudad de Calcedonia, que estaba más cerca de Constantinopla y le permitiría responder rápidamente a cualquier eventualidad a lo largo de la frontera del Danubio. El Concilio de Calcedonia tuvo lugar en octubre del 451 y asistieron unos 500 obispos, la mayoría de ellos romanos orientales, aunque también asistieron dos obispos africanos y dos legados papales enviados por León I. El concilio condenó el Segundo concilio de Éfeso y acordó que Jesús tenía una naturaleza divina (physis) y una naturaleza humana, unidas en una persona (hipóstasis) «sin confusión, cambio, división o separación».
El concilio también acordó condenar al papa copto Dióscoro I de Alejandría, que había supervisado el Segundo concilio de Éfeso, además de revocar las condenas de Ibas de Edesa y Teodoreto de Ciro, que habían tenido lugar durante este concilio. También reafirmó la importancia de la Sede de Constantinopla, situándola en segundo lugar detrás de la Sede de Roma y otorgándole el derecho de nombrar obispos en el Imperio romano Oriental, a pesar de la objeción del papa León I; los Patriarcas de Alejandría también se opusieron a la elevación de la Sede de Constantinopla. El concilio terminó en noviembre de 451, tras lo cual Marciano emitió numerosos edictos confirmando los acuerdos del concilio, evidenciando que el resultado del concilio no fue universalmente aceptado. Uno de estos edictos ordenó la represión de los eutiquianistas, que no creían en la unión hipostática de las dos naturalezas de Jesús, prohibiéndoles ocupar cargos públicos, prohibiéndoles criticar el Concilio de Calcedonia y ordenando que se quemaran sus obras publicadas, junto con las de los nestorianos.
Las resoluciones antimiafisistas del concilio provocaron un gran aumento de los disturbios civiles en las provincias orientales de Siria y Egipto, donde la mayoría de la población era de esta creencia. Se sofocaron varias revueltas violentas mediante el empleo de fuerzas militares, con un importante derramamiento de sangre, en Jerusalén, Alejandría y Antioquía, y se decretó el envío de militares para reprimir a los monjes en la provincia de Palaestina Prima y la disposición de tropas en Alejandría para asegurar la investidura de Proterio de Alejandría, que iba a sustituir al depuesto papa Dióscoro I. Según el bizantinista ruso Alexander Vasiliev incluso después de que estas revueltas fueran sofocadas el descontento popular con la iglesia estatal entre la población miafisista y nestoriana se mantuvo y las provincias orientales se convencieron cada vez más de su necesidad de independencia del Imperio romano de Oriente; Vasiliev afirma que esto provocaría una prolongada deslealtad hacia el gobierno romano entre las provincias orientales, facilitando en última instancia la pérdida de estas provincias a manos de los sasánidas y más tarde de los árabes. Otra consecuencia del concilio y los edictos subsiguientes fue que muchos cristianos que no estaban de acuerdo con el concilio, muchos de ellos nestorianos, emigraron al imperio sasánida. La separación de los miafisistas de las iglesias que aceptaban la doctrina de Calcedonia se haría definitiva después de los fallidos intentos de reconciliación bajo el emperador Justiniano I (r. 527-565), y los miafisistas separaron las Iglesias ortodoxas orientales del cuerpo principal del cristianismo.
Marciano también financió los importantes proyectos arquitectónicos de Pulqueria hasta su muerte en julio de 453, todos centrados en la construcción de edificios religiosos, como la iglesia de Santa María de las Blanquernas y el monasterio de Hodegon. Por los legados del Concilio de Calcedonia, Marciano fue comparado con el apóstol Pablo y con el rey bíblico David.

### Medidas económicas y jurídicas
A principios de su reinado la tesorería del Imperio romano de Oriente se encontraba casi en bancarrota, resultado de los cuantiosos tributos abonados por Teodosio a Atila. Marciano consiguió revertir esta situación no imponiendo nuevos impuestos, sino recortando los gastos. Al asumir el cargo declaró la condonación de todas las deudas con el Estado. Recurrió a diversas medidas para mejorar la eficiencia gubernamental. Estableció reformas legales con sus novellae, o códigos legislativos, que contienen 20 leyes, muchas de las cuales estaban destinadas a reducir la corrupción y los abusos de poder que habían existido durante el reinado de Teodosio; cinco de ellas se conservan íntegramente en la actualidad.
Ordenó que el puesto de pretor, oficial a cargo de los juegos y obras públicas, solo se podía otorgar a los senadores que residían en Constantinopla, intentó frenar la práctica de vender cargos administrativos y decretó que el mantenimiento del acueducto de Constantinopla debía ser responsabilidad de un cónsul. Derogó el follis, un impuesto sobre la propiedad de los senadores que ascendía a siete libras de oro al año. Eliminó las responsabilidades financieras de cónsules y pretores, mantenidas desde la época de la República romana, para financiar los deportes y juegos públicos o proporcionar riqueza a los ciudadanos de Constantinopla, respectivamente, decretando además que solo un vir illustris (hombre ilustre) podía ocupar estos dos cargos. También derogó parcialmente una ley sobre el matrimonio promulgada por Constantino I, que decretaba que un hombre con estatus senatorial no podía casarse con una esclava, liberta, actriz o mujer sin estatus social (humilis), que había sido establecida en un intento de preservar la pureza de la clase senatorial; Marciano modificó esta disposición declarando que la ley no debía excluir a una mujer de buen carácter, independientemente de su estatus social o riqueza. En el momento de su muerte, el acertado control de los gastos por parte de Marciano y su decisión de evitar las guerras a gran escala dejó al tesoro romano oriental un excedente de 45 000 kg de oro.
En el año 451 decretó que cualquiera que realizara ritos paganos perdería sus propiedades y sería condenado a muerte y que ningún templo pagano, que hubiera sido cerrado previamente, podría ser reabierto. Para garantizar la aplicación de esta ley, estableció una sanción de 23 kg de oro a cualquier juez, gobernador u oficial que no cumpliera la ley.

### Política
Marciano estaba aconsejado por Flavio Zenón, Pulqueria y Aspar, aunque Zenón murió poco después de su ascenso al trono, posiblemente a finales del año 451, y Pulqueria en julio de 453, dejando a Aspar como su único influjo importante en la corte del Imperio romano de Oriente, influencia se vio reforzada por el ascenso de su hijo Ardabur a magister militum per Orientem. Se desconoce si Aspar y Ardabur influyeron directamente en la política de Marciano, pero si fue así, debido a su origen germano fueron muy cuidadosos para no contrariar a las élites dominantes de Constantinopla, que conservaban gran parte de su sentimiento antigermano. Los principales consejeros de Marciano fueron Pulqueria, el magister officiorum Eufemio, el pretor Paladio y Anatolio de Constantinopla. En 453 Marcia Eufemia, hija de Marciano fruto de un matrimonio anterior, se casó con Antemio, por entonces un aristócrata y general de talento.
Marciano era partidario de los «Azules», uno de los dos equipos circenses que competían en carreras de cuadrigas; en esa época los «Azules» (Vénetoi) y los «Verdes» (Prásinoi) se habían convertido más en partidos políticos que en grupos deportivos, ambos compitiendo por el poder y con gran influencia política y militar en el imperio. Cuando los Verdes reaccionaron enojados por su apoyo, Marco los reprobó, prohibiendo a cualquiera de ellos ocupar un cargo público durante tres años. El patrocinio de los Azules por parte de Marciano puede que tuviera motivaciones personales, ya que el antes poderoso Crisafio había sido partidario de los Verdes.

### Relaciones exteriores
El najarar armenio Vardan II Mamiconio, que lideraba una revuelta contra el Imperio sasánida, envió una embajada en solicitud de ayuda a Teodosio en el año 450, compuesta por su hermano Hmayeak, junto con Atom Gnuni, Vardan Amatuni y Meruzhan Artsruni. Teodosio la recibió favorablemente, pero todos los planes se vieron interrumpidos por su muerte y la llegada al trono de Marciano, ya que fue aconsejado por el diplomático Anatolio y el patricio Florencio para no enfrentarse a los sasánidas, al considerar que esto requeriría una gran cantidad de los recursos militares del Imperio romano Oriental, por lo que el emperador decidió no ayudarlos.
El rey Gubazes I de Lázica, un país caucásico en teoría bajo el protectorado romano oriental, estaba intentando formar una alianza con los sasánidas para liberarse del control romano en el año 456. Las tropas de Marciano invadieron Lázica y restauraron el dominio romano. En 455 Marciano prohibió la exportación a las tribus bárbaras de armas y las herramientas utilizadas para fabricarlas.

### Relación con el Imperio romano de Occidente
Marciano fue elegido sin consultar con el emperador romano de Occidente, Valentiniano III, una clara indicación de una mayor separación entre los imperios romanos de Oriente y Occidente que la existente antes de su reinado. Valentiniano reconocería más tarde a Marciano como el emperador, aunque no todos los historiadores coinciden en la fecha de su reconocimiento; The Cambridge Ancient History considera que se produjo en marzo de 452, mientras que el Oxford Dictionary of Byzantium indica que Marciano fue reconocido por Valentiniano el 30 de marzo de 451. El nombramiento de Marciano marcó un nuevo paso en la separación entre los imperios romanos de Oriente y Occidente. El Excerpta de insidiis del cronista bizantino del siglo VII Juan Antioqueno, sugiere que Valentiniano incluso habría intentado deponer a Marciano, de no ser por la oposición de Aecio. Valentiniano no reconoció a los cónsules romanos de Oriente en 451 o 452. El cronista hispanorromano Hidacio indica que Marciano puso tropas romanoorientales a disposición de Valentiniano para repeler a los hunos, indicando solo que estaban conducidas por un hombre llamado Aecio, lo que puede ser simplemente una confusión entre la campaña de Aecio contra Atila y la de Marciano contra los hunos en el Danubio.
Cuando Marciano cedió parte de Panonia a los ostrogodos y la región del Tisza a los gépidos, se le acusó de invadir la frontera de las tierras romanas occidentales. Marciano evitó involucrarse en los asuntos del Imperio romano de Occidente siempre que le fue posible. Cuando los vándalos saquearon Roma en 455, después de que Petronio Máximo asesinara a Valentiniano III y rompiera un tratado de esponsales con los vándalos, Marciano no respondió de forma violenta, posiblemente debido a la influencia de Aspar, limitándose a enviar un emisario exigiendo que los vándalos devolvieran a la emperatriz viuda Licinia Eudoxia y sus hijas Placidia y Eudocia. Un relato cuenta que Marciano, cuando se encontraba cautivo de los vándalos en su juventud, un águila le hizo sombra mientras los otros prisioneros sufrían el intenso sol; en el mismo relato, el rey vándalo Genserico predijo que Marciano llegaría a ser emperador y que, a cambio de ser liberado, hizo prometer a Marciano que no atacaría a los vándalos si se convertía en emperador. Este relato tiene su origen en Prisco de Panio, que fue consejero del hombre de confianza de Marciano, Eufemio. Debido a la influencia de Eufemio en la política exterior, algunos historiadores, como el británico E. A. Thompson, han planteado la posibilidad de que este relato formara parte de la propaganda imperial oficial, generada para excusar la falta de represalias de Marciano contra los vándalos y aplacar posibles descontentos. Marciano realizó varios intentos diplomáticos para hacer regresar a las prisioneras, antes de que finalmente se decidiera a planear una invasión del territorio vándalo poco antes de su muerte; el historiador estadounidense Frank Clover cree que este repentino cambio de política fue a causa del matrimonio de Eudocia con Hunerico, el hijo de Genserico, lo que provocó tal presión de las élites romanoorientales que Marciano se vio obligado a iniciar los preparativos de guerra para asegurar el regreso de las rehenes. Por esta época, Marciano hizo las paces con Lázica, lo que le permitiría dirigir su atención a otros asuntos. El historiador romano oriental Teodoro el lector menciona el repentino cambio de política de Marciano y Evagrio Escolástico, un historiador romano de tan solo un siglo después de los hechos, afirma que los vándalos liberaron a Licinia Eudoxia, Placidia y Eudocia después de que Marciano los amenazara con una guerra, bien a finales de 456 o principios de 457.
Marciano no reconoció a ningún emperador occidental posterior a Valentiniano, rechazando a su sucesor, Petronio Máximo, cuando este envió una embajada solicitándolo, negándose igualmente a reconocer a Avito, que sucedió a Máximo. El tratamiento exacto de Avito por parte de Marciano es objeto de debate. El historiador romano Hidacio afirma que en 455 Avito envió embajadores ante Marciano «en aras de la unanimidad de poder» y que «Marciano y Avito hacen uso del poder romano en concordia». La utilización de la palabra «concordia» (concordĭa en el latín original) ha generado un debate entre los estudiosos. Algunos, como el británico Thomas Hodgkin, el angloirlandés J. B. Bury o William Bayless, consideran que es fundamento suficiente para considerar que Marciano pudo haber reconocido a Avito, aunque la mayoría de los expertos adoptan una postura más conservadora al respecto; el austríaco Ernst Stein considera que es simplemente un reflejo de la propaganda romana occidental, mientras que el británico Norman H. Baynes cree que indica que Marciano se mostró cordial con Avito, ni hostil ni amigable, mientras que el clasicista británico Courtenay Edward Stevens interpreta la frase como que solo significa que el encuentro de los diplomáticos fue amigable, en lugar de reflejar una relación entre los dos Estados.
El historiador estadounidense Geoffrey Nathan considera que el hecho de que solo dos delegados del Imperio romano Occidental asistieran al Concilio de Calcedonia parece indicar un nuevo nivel de autoreclusión de los romanos occidentales en sus propios asuntos políticos y religiosos. Hace referencia a que el canon de este concilio que otorga autoridad sobre todo el este a la Sede de Constantinopla marca una separación religiosa. La autoridad sobre la Iglesia en el Imperio romano de Oriente sería un punto de discordia entre Roma y Constantinopla, que conduciría al Cisma de Oriente y Occidente.

## Muerte
El reinado de Marciano finalizó con su muerte, posiblemente por gangrena, el 27 de enero de 457. Teodoro el lector y Teófanes el Confesor dicen que murió después de participar en una larga procesión religiosa desde el Gran Palacio hasta el Hebdomon, en la que hizo el viaje a pie, a pesar de que apenas podía caminar debido a una gran inflamación de los pies, posiblemente por gota. Fue enterrado en la Iglesia de los Santos Apóstoles en Constantinopla, junto a su esposa Pulqueria, en un sarcófago de pórfido que fue descrito en el siglo X por Constantino VII Porfirogéneta en el De Ceremoniis. Dejó el Imperio Oriental con siete millones de sólidos en su tesorería, un gran logro considerando la ruina económica infligida por los hunos, tanto por la guerra como por los cuantiosos tributos que se les entregaron bajo el reinado de Teodosio.
Marciano no tuvo hijos varones y su yerno, Antemio, no tenía ninguna conexión con los teodosianos, relación que el propio Marciano había obtenido gracias a su matrimonio con Pulqueria, y por tanto no sería considerado un heredero legítimo de la dinastía, por lo que una vez más le correspondió a Aspar el papel de encargado de buscar un sucesor; eligió a León I, un oficial de 50 años que comandaba una unidad en uno de los dos ejércitos praesentales (ejércitos de escolta imperial) con base cerca de Constantinopla. Una fuente posterior afirma que el Senado romano oriental se ofreció a elegir al propio Aspar, pero él se negó con el críptico comentario: «Temo que se inicie conmigo una tradición de gobernar», posiblemente haciendo referencia al hecho de que era arriano, o bien por su ascendencia alana.
Antemio posteriormente sería designado por León I para convertirse en el emperador romano de Occidente en la primavera de 467, para ocupar la vacante que dejó la muerte del emperador Libio Severo, fallecido en 465. León envió a Antemio a Roma con un ejército, encabezado por Marcelino, el magister militum de Dalmacia; a su llegada a las cercanías de Roma, Antemio se proclamó emperador el 12 de abril de 467.

## Legado

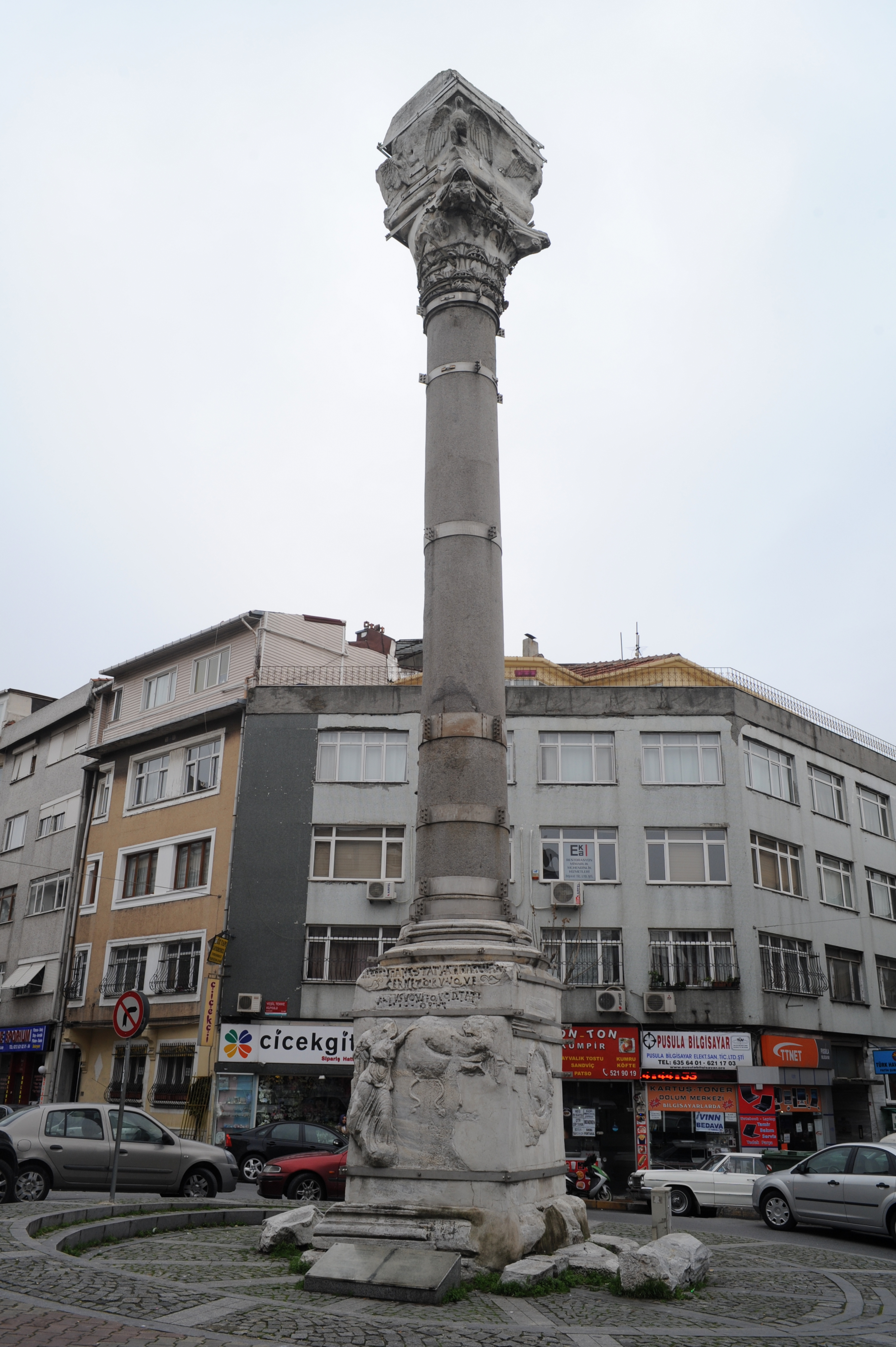
Columna de Marciano (Fatih, Estambul) en 2011

Marciano está bien considerado por las fuentes orientales romanas y bizantinas de la Antigüedad, comparado a menudo con los emperadores Constantino el Grande y Teodosio I el Grande. Su reinado ha sido visto por muchos escritores bizantinos posteriores, como Teófanes el Confesor, como una edad de oro: aseguró el Imperio romano de Oriente tanto política como financieramente, estableció una política religiosa ortodoxa que siguieron emperadores posteriores y estabilizó políticamente la capital. Algunos estudiosos posteriores atribuyen su éxito no solo a su habilidad, sino también a una gran dosis de suerte, pues no solo tuvo la fortuna de contar con Pulqueria para legitimar su poder, sino que durante mucho tiempo las dos mayores amenazas externas de Roma, el imperio sasánida y los hunos, se vieron amortiguadas por sus propios problemas internos, además de no producirse desastres naturales o plagas durante su reinado. Fue reconocido con cariño por el pueblo de Constantinopla, que gritaba «¡Reina como Marciano!» durante la investidura de los emperadores posteriores.
El prefecto Tatiano construyó una columna dedicada a su memoria, en algún momento entre 450 y 452. Todavía se mantiene en la actualidad en Estambul, cerca de la zona norte de la calle Mese, aunque la estatua de Marciano que la coronaba originalmente se ha perdido. También tenía una estatua en el Foro de Arcadio, que albergaba las estatuas de algunos de los sucesores del emperador Arcadio (r. 383-395). Aunque en los Patria constantinopolitana se dice que Marciano fue el promotor del Chrysotriklinos (sala principal del trono) del Gran Palacio de Constantinopla, la Suda, gran enciclopedia bizantina del siglo X, indica que fue construido por el emperador Justino II, una opinión con la que coinciden la mayoría de los historiadores actuales. El historiador bizantino del siglo XII Juan Zonaras señala que Justino II reconstruyó una construcción más antigua, que algunos historiadores identifican como el Chrysotriklinos del emperador Justiniano.

## En la cultura popular
El actor estadounidense Jeff Chandler interpreta el papel de Marciano en la película de aventuras de 1954 Sign of the Pagan, coprotagonizada por Jack Palance como Atila y Ludmilla Tchérina en el papel de Pulqueria.